# ديكلان أوسوليفان
ديكلان أوسوليفان (بالإنجليزية: Declan O'Sullivan)‏ هو لاعب كرة القدم الغالية أيرلندي، ولد في 18 ديسمبر 1983 في ترالي ‏ في جمهورية أيرلندا.